# Nomada posthuma
Nomada posthuma là một loài Hymenoptera trong họ Apidae. Loài này được Blüthgen mô tả khoa học năm 1949.